# 마이클 칸
마이클 칸(Michael Kahn, 1935년 12월 8일 ~ )은 미국의 영화 편집자이자 미국 영화 편집자 협회 회원이다. 총 3번의 아카데미 시상식 편집상을 수상했다.

## 작품
| 연도 | 영화제목                              | 감독                 | 비고                            |
| ---- | ------------------------------------- | -------------------- | ------------------------------- |
| 1969 | 액티비스트                            | 아트 나폴레옹        |                                 |
| 1971 | 터치 미                               | 앤서니 스파이넬리    |                                 |
| 1972 | 와일드 인 더 스카이                   | 윌리엄 나우드        |                                 |
| 1972 | 트러블 맨                             | 아이번 딕슨          |                                 |
| 1972 | 레이지                                | 조지 스콧            |                                 |
| 1973 | 더 스푹 후 셋 바이 더 도어            | 아이번 딕슨          |                                 |
| 1974 | 블랙 밸트 존스                        | 로버트 클라우스      |                                 |
| 1974 | 트럭 터너                             | 조너선 캐플런        |                                 |
| 1974 | 골든 니들                             | 로버트 클라우스      |                                 |
| 1974 | 버스터 앤 빌리                        | 다니엘 페트리엘      |                                 |
| 1974 | 버스터 앤 빌리                        | 시드니 셀던          |                                 |
| 1974 | 더 새비지 이즈 루즈                   | 조지 스콧            |                                 |
| 1975 | 악마의 비                             | 로버트 퓨스트        |                                 |
| 1975 | 최후의 용사                           | 로버트 클라우스      |                                 |
| 1976 | 말이라 불리운 사나이 2                | 어빈 커슈너          |                                 |
| 1977 | 미지와의 조우                         | 스티븐 스필버그      | 아카데미 시상식 노미네이트      |
| 1978 | 로라 마스의 눈                        | 어빈 커슈너          |                                 |
| 1978 | 사랑이 머무는 곳에                    | 도널드 라이          |                                 |
| 1979 | 1941                                  | 스티븐 스필버그      |                                 |
| 1980 | 중고차 소동                           | 로버트 저메키스      |                                 |
| 1981 | 인디아나 존스: 잃어버린 성궤를 찾아서 | 스티븐 스필버그      | 아카데미 시상식 필름상 수상     |
| 1982 | 폴터가이스트                          | 토브 후퍼            |                                 |
| 1983 | 테이블 포 파이브                      | 로버트 라이버먼      |                                 |
| 1984 | 인디아나 존스: 미궁의 사원            | 스티븐 스필버그      | 영국 아카데미 시상식 노미네이트 |
| 1984 | 폴링 인 러브                          | 울루 그로스바드      |                                 |
| 1985 | 구니스                                | 리처드 도너          |                                 |
| 1985 | 컬러 퍼플                             | 스티븐 스필버그      |                                 |
| 1986 | 위즈덤                                | 에밀리오 에스테베즈  |                                 |
| 1987 | 위험한 정사                           | 에이드리언 라인      | 영국 아카데미 시상식 노미네이트 |
| 1987 | 태양의 제국                           | 스티븐 스필버그      | 아카데미 시상식 노미네이트      |
| 1988 | 미스터 아더 2                         | 버드 요킨            |                                 |
| 1989 | 인디아나 존스: 최후의 성전            | 스티븐 스필버그      |                                 |
| 1989 | 영혼은 그대 곁에                      | 스티븐 스필버그      |                                 |
| 1990 | 아라크네의 비밀                       | 프랭크 마셜          |                                 |
| 1991 | 캠퍼스 군단                           | 다니엘 페트리 주니어 |                                 |
| 1991 | 후크                                  | 스티븐 스필버그      |                                 |
| 1993 | 얼라이브                              | 프랭크 마셜          |                                 |
| 1993 | 쥬라기 공원                           | 스티븐 스필버그      |                                 |
| 1993 | 쉰들러 리스트                         | 스티븐 스필버그      | 아카데미 시상식 필름상 수상     |
| 1995 | 꼬마 유령 캐스퍼                      | 브래드 실버링        |                                 |
| 1996 | 트위스터                              | 장 드봉              |                                 |
| 1997 | 쥬라기 공원 2: 잃어버린 세계          | 스티븐 스필버그      |                                 |
| 1997 | 아미스타드                            | 스티븐 스필버그      |                                 |
| 1998 | 라이언 일병 구하기                    | 스티븐 스필버그      | 아카데미 시상식 필름상 수상     |
| 1999 | 더 헌팅                               | 장 드봉              |                                 |
| 2000 | 레인디어 게임                         | 존 프랭컨하이머      |                                 |
| 2001 | A.I.                                  | 스티븐 스필버그      |                                 |
| 2002 | 마이너리티 리포트 (영화)              | 스티븐 스필버그      |                                 |
| 2002 | 캐치 미 이프 유 캔                    | 스티븐 스필버그      |                                 |
| 2003 | 툼 레이더 2: 판도라의 상자            | 장 드봉              |                                 |
| 2003 | 피터 팬 (2003년 영화)                 | P. J. 호건           |                                 |
| 2004 | 터미널 (2004년 영화)                  | 스티븐 스필버그      |                                 |
| 2004 | 레모니 스니켓의 위험한 대결           | 브래드 실버링        |                                 |
| 2005 | 우주 전쟁                             | 스티븐 스필버그      |                                 |
| 2005 | 뮌헨 (영화)                           | 스티븐 스필버그      | 아카데미 시상식 노미네이트      |
| 2006 | 텐 아이템 오어 레스                   | 브래드 실버링        |                                 |
| 2008 | 스파이더위크가의 비밀                 | 마크 워터스          |                                 |
| 2008 | 인디아나 존스: 크리스탈 해골의 왕국   | 스티븐 스필버그      |                                 |
| 2010 | 페르시아의 왕자: 시간의 모래          | 마이크 뉴얼          |                                 |
| 2011 | 틴틴: 유니콘호의 비밀                 | 스티븐 스필버그      |                                 |
| 2011 | 워 호스                               | 스티븐 스필버그      |                                 |
| 2012 | 링컨                                  | 스티븐 스필버그      | 아카데미 시상식 노미네이트      |
| 2015 | 스파이 브릿지                         | 스티븐 스필버그      |                                 |
| 2016 | 마이 리틀 자이언트                    | 스티븐 스필버그      |                                 |
| TBA  | 로보포칼립스 (영화)                   | TBA                  | 개봉예정작                      |
| TBA  | 인디아나 존스 5                       | 스티븐 스필버그      | 개봉예정작                      |
| TBA  | 레디 플레이 원                        |                      | 개봉예정작                      |

## 수상
- 1982년 아카데미 시상식 편집상 (레이더스)
- 1994년 아카데미 시상식 편집상 (쉰들러리스트 )
- 1999년 아카데미 시상식 편집상 (라이언 일병 구하기)